# SpaceBus
Ne doit pas être confondu avec Spacebus.
SpaceBus est un programme de vulgarisation de l'astronomie et des activités spatiales.

## SpaceBus Sénégal
SpaceBus Sénégal a été créé par Maram Kairé en 2015[Où ?].

## SpaceBus Maroc
SpaceBus Maroc a été créé par Meriem El-Yajouri en 2016.

## SpaceBus France
SpaceBus France a été créé par Tabatha Sauvaget, Maya Sauvaget, Diane Bérard et Raphaël Peralta en 2018.